# Пове дел Грапа
Пове дел Грапа (итал. Pove del Grappa) је насеље у Италији у округу Виченца, региону Венето.
Према процени из 2011. у насељу је живело 3044 становника. Насеље се налази на надморској висини од 161 м.

## Становништво
Према резултатима пописа становништва 2011. у општини је живело 3.093 становника.
| 1931. | 1936. | 1951. | 1961. | 1971. | 1981. | 1991. | 2001. | 2011. |
| ----- | ----- | ----- | ----- | ----- | ----- | ----- | ----- | ----- |
| 1.993 | 1.800 | 1.924 | 1.873 | 1.742 | 2.024 | 2.475 | 2.846 | 3.093 |